# العلاقات الطاجيكستانية الفيتنامية
العلاقات الطاجيكستانية الفيتنامية هي العلاقات الثنائية التي تجمع بين طاجيكستان وفيتنام.

## مقارنة بين البلدين
هذه مقارنة عامة ومرجعية للدولتين:
| وجه المقارنة                                              | طاجيكستان                          | فيتنام           |
| --------------------------------------------------------- | ---------------------------------- | ---------------- |
| المساحة (كم2)                                             | 143.10 ألف                         | 331.69 ألف       |
| عدد السكان (نسمة)                                         | 8.92 مليون                         | 94.66 مليون      |
| الكثافة السكانية (ن./كم²)                                 | 62.33                              | 285.39           |
| العاصمة                                                   | دوشنبه                             | هانوي            |
| اللغة الرسمية                                             | اللغة الطاجيكية                    | اللغة الفيتنامية |
| العملة                                                    | ساماني طاجيكي، الروبل الطاجيكستاني | دونغ فيتنامي     |
| الناتج المحلي الإجمالي (بليون دولار)                      | 7.15 مليار                         | 234.19 مليار     |
| الناتج المحلي الإجمالي (تعادل القوة الشرائية) بليون دولار | 24.03 مليار                        | 553.42 مليار     |
| الناتج المحلي الإجمالي الاسمي للفرد دولار أمريكي          | 925                                | 2.48 ألف         |
| الناتج المحلي الإجمالي للفرد دولار أمريكي                 | 2.69 ألف                           | 5.63 ألف         |
| مؤشر التنمية البشرية                                      | 0.624                              | 0.666            |
| رمز المكالمات الدولي                                      | +992                               | +84              |
| رمز الإنترنت                                              | .tj                                | .vn              |
| المنطقة الزمنية                                           | ت ع م+05:00                        | ت ع م+07:00      |

## منظمات دولية مشتركة
يشترك البلدان في عضوية مجموعة من المنظمات الدولية، منها:
| علم المنظمة | اسم المنظمة                        | تاريخ انضمام طاجيكستان | تاريخ انضمام فيتنام |
| ----------- | ---------------------------------- | ---------------------- | ------------------- |
|             | مؤسسة التنمية الدولية              | 4 يونيو 1993           | 24 سبتمبر 1960      |
|             | مؤسسة التمويل الدولية              | 2 ديسمبر 1994          | 4 أغسطس 1967        |
|             | منظمة حظر الأسلحة الكيميائية       | ?                      | ?                   |
|             | الأمم المتحدة                      | 2 مارس 1992            | 20 سبتمبر 1977      |
|             | الاتحاد الدولي للاتصالات           | 28 أبريل 1994          | 24 سبتمبر 1951      |
|             | منظمة الشرطة الجنائية الدولية      | ?                      | ?                   |
|             | البنك الدولي للإنشاء والتعمير      | 4 يونيو 1993           | 21 سبتمبر 1956      |
|             | الاتحاد البريدي العالمي            | ?                      | ?                   |
|             | وكالة ضمان الاستثمار متعدد الأطراف | 9 ديسمبر 2002          | 5 أكتوبر 1994       |
|             | بنك التنمية الآسيوي                | 1998                   | 1966                |
|             | يونسكو                             | 6 أبريل 1993           | 6 يوليو 1951        |
|             | الفريق المعني برصد الأرض           | ?                      | ?                   |

## وصلات خارجية
- موقع وزارة الخارجية الفيتنامية